# Jerzy Robert Adamski
Jerzy Robert Emil Adamski (ur. 18 kwietnia 1897 w Bóbrce, zm. 23 czerwca 1978 w Krakowie) – żołnierz Legionów Polskich, porucznik rezerwy artylerii Wojska Polskiego II RP, urzędnik samorządowy II Rzeczypospolitej związany z Sanokiem.

## Życiorys

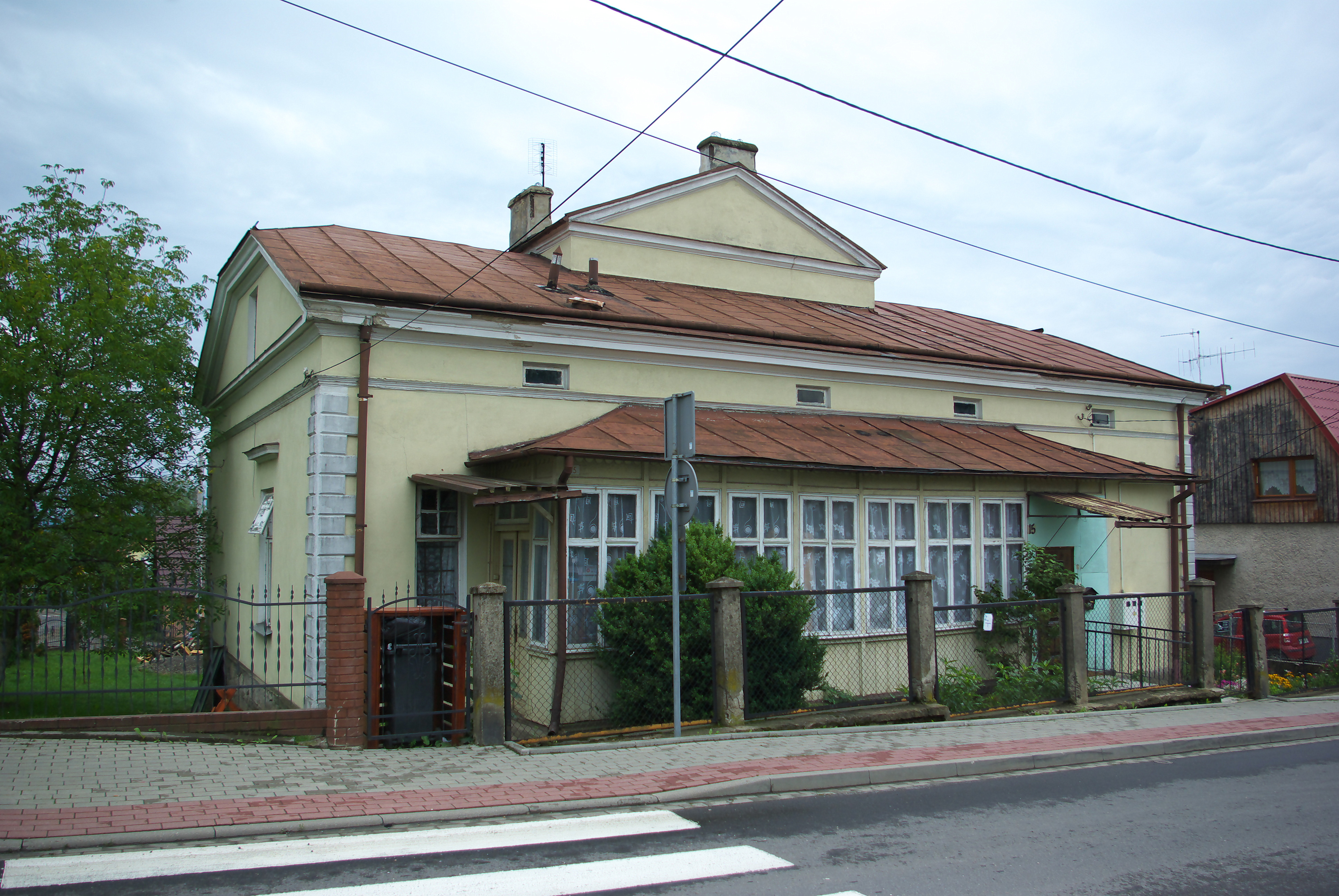
Rodzinny dom Brzozowskich w Sanoku

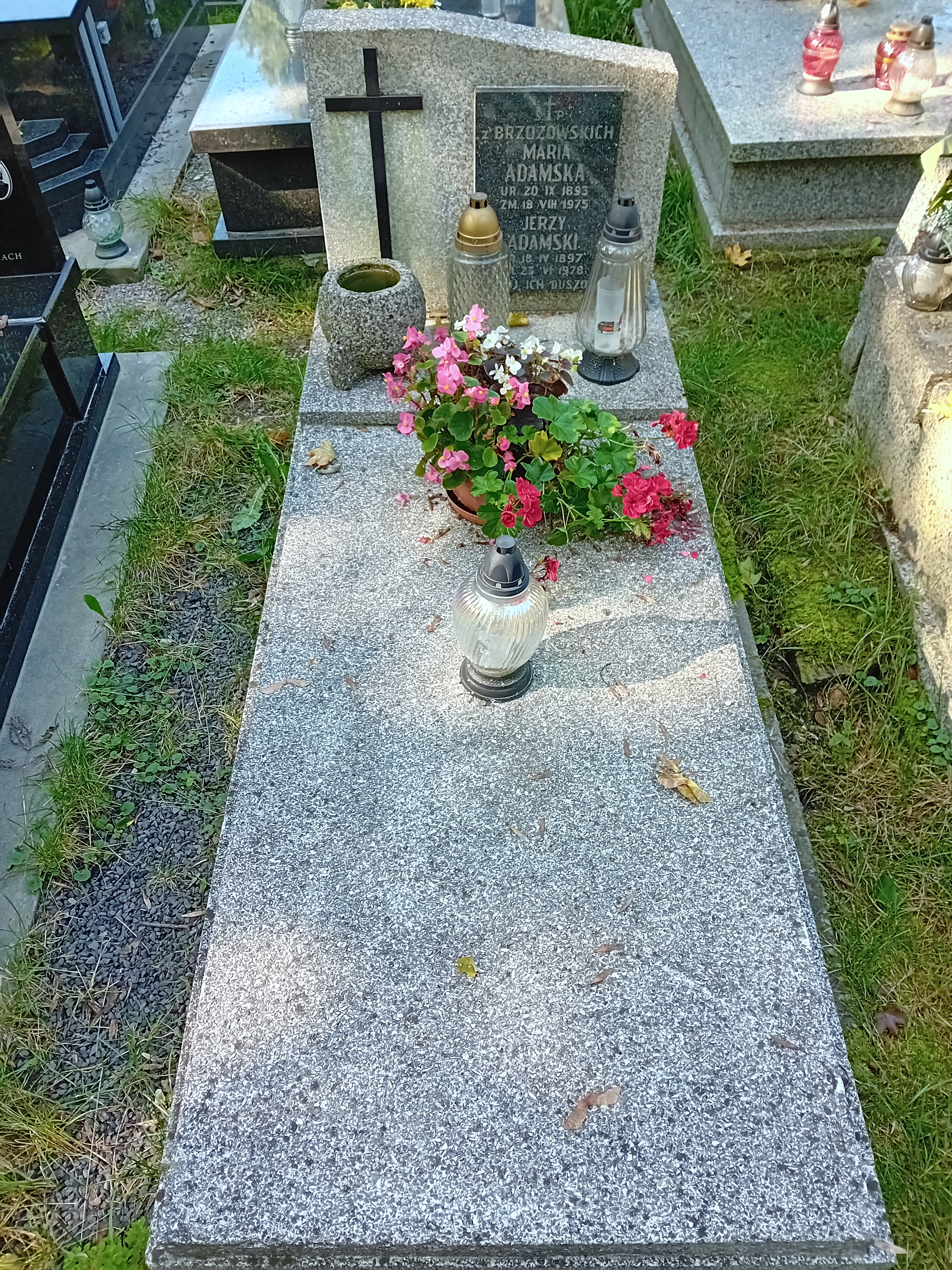
Grobowiec Jerzego i Marii Adamskich

Jerzy Robert Emil Adamski urodził się 18 kwietnia 1897 w Bóbrce. Był synem Emilii z domu Skarbek-Malczewskiej i Roberta (notariusz w Sanoku). Miał starszego brata Tadeusza i siostrę.
Podczas I wojny światowej od 15 maja 1915 służył w szeregach Legionów Polskich. Był żołnierzem 1 pułku ułanów i 1 pułku artylerii w składzie II Brygady. Później służył w Polskim Korpusie Posiłkowym w Przemyślu i w Szkole Podchorążych. Dosłużył stopnia starszego szeregowego. W szeregach Legionów służył także jego starszy brat Tadeusz, który poległ w szarży ułanów II Brygady pod Rokitną 13 czerwca 1915.
Po odzyskaniu przez Polskę niepodległości został przyjęty do Wojska Polskiego i uczestniczył w działaniach podczas wojny polsko-ukraińskiej: w styczniu 1919 był sekcyjnym oddziału sztabowego gen. Tadeusza Rozwadowskiego, a w kwietniu 1919 był palaczem pociągu pancernego „Odsiecz 1”, funkcjonującego na froncie galicyjskim. Według Pawła Kosiny był dowódcą pociągu pancernego podczas odsieczy Lwowa i wówczas został ranny, a wskutek tego trwałym inwalidą wojennym. Według wersji przekazanej przez rodzinę od 1919 do 1920 był porucznikiem 24 pułku artylerii polowej. Został zweryfikowany w stopniu porucznika rezerwy artylerii ze starszeństwem z dniem 1 czerwca 1919. W 1923 był oficerem rezerwowym 24 p.a.p. z Jarosławia i był wówczas żołnierzem niezdolnym do służby wojskowej. Działał w Związku Legionistów Polskich.
W 1929 podjął pracę w państwowej służbie cywilnej. Od 13 listopada 1930 był sekretarzem w starostwie powiatu sanockiego. Przez lata był sekretarzem sanockich starostów, początkowo Romuald Klimowa, później Bolesława Skwarczyńskiego (od 1932), Wojciecha Buciora (1936-1939). Był ziemianinem. W 1938 został mianowany członkiem Okręgowej Komisji Wyborczej nr 77 w Sanoku przed wyborami parlamentarnymi w 1938.
30 października 1927 poślubił Marię Teklę Józefę Brzozowską (1893-1975), córkę Franciszka Ksawerego Brzozowskiego (sędzia w Sanoku), siostrę oficerów Wojska Polskiego, Wacława i Władysława Brzozowskich. Przejął rodzinny dom Korab-Brzozowskich w Sanoku, który znajduje się pod obecnym adresem ulicy Henryka Sienkiewicza 15 (do 1939 pod numerem 9), położony pomiędzy ulicami Henryka Sienkiewicza, ulicy Juliusza Słowackiego i Grunwaldzką w Sanoku (w przeszłości była to ulica Bartosza Głowackiego). 
W okresie PRL był sekretarzem Komitetu Miejskiego Stronnictwa Demokratycznego w Sanoku. W swoim domu założył własne „Biuro pisania podań”.
Zmarł 23 czerwca 1978 w Krakowie. Został pochowany na cmentarzu Rakowickim w Krakowie 28 czerwca 1978 (kwatera, XXXIV, rząd 10, miejsce 4), gdzie trzy lata wcześniej spoczęła jego żona.

## Odznaczenia
- Krzyż Niepodległości (10 grudnia 1931, za pracę w dziele odzyskania niepodległości)[21][6]
- Krzyż Kawalerski Orderu Odrodzenia Polski[6][7]
- Złoty Krzyż Zasługi[6][7]
- Złota Odznaka Stronnictwa Demokratycznego[7]